# Al-Nour Wal Amal
Das Al-Nour Wal Amal (arabisch النور والأمل, DMG an-Nūr wa-l-Amal) ist ein Sinfonieorchester, welches ab dem Jahr 1961 in Ägypten aufgebaut wurde und dessen Mitglieder ausschließlich blinde Frauen sind.  
Im Jahr 1972 spielte das Orchester erstmals in Ägypten, 1988 erstmals im Ausland und zwar im Wiener Rathaus. 

## Hintergrund
Bereits im 1954 war die Nichtregierungsorganisation „Licht und Hoffnung“ (Al-Nour Wal Amal) in Ägypten gegründet worden, um blinden Mädchen und Frauen eine Ausbildung und damit eine gesellschaftliche Integration zu ermöglichen, sie betreibt dazu auch Schulen. Im Kairoer Vorort Heliopolis (Stadtteil) befindet sich das Musikinstitut, welches als Teil der NGO ab 1961 geführt wurde und Schülerinnen ab dem achten Altersjahr nach einem Test in ein Jugendorchester integriert, bis der Übertritt in das Erwachsenenorchester erfolgt.
Das Orchester hat bis ins Jahr 2018 auf seinen Tourneen 26 Länder bereist.